# تایتین
تایتین (انگلیسی: Titin؛ ‎/ˈtaɪtɪn/‎) که با عنوان کانِکتین هم شناخته می‌شود، نام یک پروتئین در انسان است که توسط ژن «TTN» کد می‌شود. این پروتئین بسیار بزرگ، بیش از ۱ میکرون طول دارد و همچون یک «فنر ملکولی» عمل می‌کند و سبب می‌شود ماهیچه‌های بدن انسان یک حالت انعطاف‌پذیری انفعالی داشته باشند.
تایتین از ۲۲۴ دومین پروتئینی چین‌خورده تشکیل شده است که توسط توالیِ پپتیدی غیرساختمانی به هم وصل می‌شوند. اجزاء تایتین هنگام کششِ عضلانی از هم باز شده و با برطرف‌شدنِ کشیدگی، دوباره تا می‌شود.
تایتین در انقباضِ عضلات مخطط نقش مهمی دارد و در سارکومر، خط Z را به خط M متصل می‌کند. همچنین این پروتئین در انتقال نیرو در خط Z و کشش عضلانی در حالت استراحت در خط I دخیل است. تایتین دامنهٔ حرکت سارکومرها را هنگام کششِ عضلانی محدود کرده و بدین ترتیب، در سفتیِ انفعالیِ عضلات مؤثر است. تفاوت‌های جزئی در ساختمان تایتین در عضلات گوناگون (مثلاً عضلهٔ قلبی با عضلهٔ اسکلتی) سبب می‌شود که این عضلات از لحاظ خواصِ مکانیکی، با یکدیگر تفاوت داشته باشند.

## نام شیمیایی
نام شیمیایی تایتین، بزرگ‌ترین پروتئین شناخته شده با ۱۸۹٬۸۱۹ حرف، طولانی‌ترین کلمه جهان به‌شمار می‌رود و بلندترین «نام آیوپاک» شناخته‌شده نیز محسوب می‌شود. تلاش برای بیان کل کلمه، بین ۲ تا ۳/۵ ساعت زمان برده‌است. با این حال، فرهنگ‌شناسان نام‌های عمومی ترکیبات شیمیایی را به عنوان یک فرمول شیمیایی در نظر می‌گیرند تا یک واژهٔ واقعی انگلیسی.